# Coraciformes

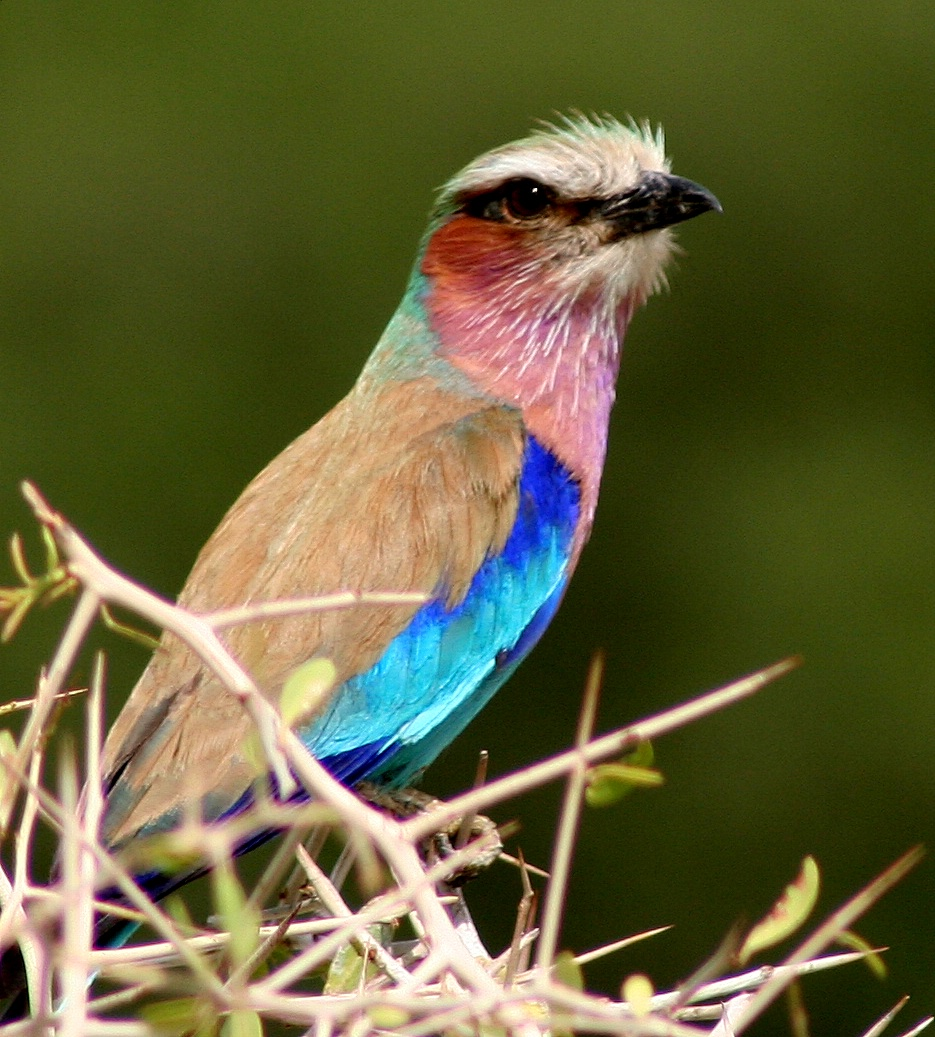
Gaig blau de clatell verd, de la família dels coràcids.

Els coraciformes (Coraciiformes) són un ordre d'ocells, principalment tropicals, encara que també hi ha espècies presents a regions més temperades. Normalment són de colors vistosos.

## Morfologia
- Tenen tres dits a les potes dirigits endavant i un enrere, i el tercer i quart dit són soldats a la base.
- Bec fort.[1]

## Taxonomia
- Família dels alcedínids o blauets (Alcedinidae)
- Família dels halciònids (Halcyonidae)
- Família dels cerílids (Cerylidae)
- Família dels tòdids (Todidae)
- Família dels momòtids o motmots (Momotidae)
- Família dels meròpids o abellerols (Meropidae)
- Família dels leptosòmids o leptosomàtids (Leptosomatidae) - família d'una sola espècie, el Leptosomus discolor
- Família dels braquipteràcids (Brachypteraciidae)
- Família dels coràcids o gaigs (Coraciidae)
- Família dels upúpids o puputs (Upupidae)
- Família dels fenicúlids (Phoeniculidae)
- Família Primobucconidae †
- Família dels buceròtids o calaus (Bucerotidae)

Modernament, algunes de les famílies s'han separat en un ordre diferent: Bucerotiformes.

## Alimentació
Mengen insectes.

## Països Catalans
Als Països Catalans hi trobem les següents quatre espècies:
- Blauet (Alcedo atthis)
- Abellerol (Merops apiaster)
- Gaig blau (Coracias garrulus)
- Puput (Upupa epops)